# سیناپس
سیناپس (به انگلیسی: Synapse) یا همایه یک ساختار زیستی در پایانهٔ همه آکسونها است که از راه آن یک سلول عصبی پیام خود را به دندریت، جسم سلولی یا آکسون یک یاخته‌ی عصبی دیگر یا سلولی ماهیچه‌ای یا یک غده می‌فرستد.
نورون‌ها، بنیادین‌ترین سلول های عصبی هستند. این یاخته‌ها کار پردازش و رسانش پیام‌های عصبی را بر دوش دارند. نورون‌ها از راه رشته‌هایی به نام دندریت پیام را دریافت کرده و از راه رشته‌های دیگری به نام آکسون پیام را به یاخته دیگر رسانش می‌کنند. در همایه نورونها (سلول‌های عصبی) به یکدیگر یا به اندام‌های بدن پیوسته نمی‌شوند، بلکه تنها در نزدیکی هم قرار می‌گیرند و با تراوش پیام رسان‌های عصبی (مانند ‌گلوتامات، استیل کولین یا نور اپی نفرین) پیوند برقرار می‌گردد.
مغز انسان حاوی حدود هشتاد و شش میلیارد نورون است که هر کدام توانایی ارتباط و تأثیر روی تعداد زیادی نورون دیگر را دارد. سازوکار مؤثر و کارآمدی نیاز است تا ارتباط بین این تعداد نجومی از نورون‌ها را برقرار کند. این ارتباط با استفاده از همایه صورت می‌گیرد. اگرچه تعداد زیادی همایه وجود دارد، ولی می‌توان آن‌ها را به دو دسته تقسیم‌بندی کرد: سیناپس الکتریکی و سیناپس شیمیایی. در سیناپس الکتریکی جریان از شکاف پیوندگاه جاری می‌شود. در مقابل، سیناپس شیمیایی قادر به ارتباط سلول به سلول توسط ترشح پیام‌رسان عصبی می‌باشد. این عامل‌های شیمیایی که توسط نورون پیش سیناپسی ترشح می‌شوند، جریان‌های ثانویه در نورون پس سیناپسی را به وسیلهٔ فعال کردن گیرنده‌های خاصی تولید می‌کنند. در حدود ۱۰۰ نوع پیام‌رسان عصبی شناخته شده‌است.درمغز انسان نورون های رابط در سیناپس با نورون حرکتی پیش سیناپس محسوب میشود که ممکن است فاقد میلین باشد

## سیناپس الکتریکی
اگرچه تعداد بسیار زیادی سیناپس در مغز انسان وجود دارد، آن‌ها می‌توانند در دو نوع دسته‌بندی شوند: الکتریکی و شیمیایی
با اینکه تعداد سیناپس الکتریکی کمتر است، ولی این نوع سیناپس در هر سیستم عصبی یافت می‌شود و اجازهٔ جریان مستقیم و منفعل الکتریکی را می‌دهد 
نورون تولیدکننده جریان الکتریکی، نورون پیش سیناپسی و نورون دریافت‌کننده جریان، نورون پس سیناپسی نامیده می‌شود.
در سیناپس الکتریکی غشای دو نورون در ارتباط بسیار نزدیک (در حدود ۳٫۵ نانومتر) با هم قرار می‌گیرند. فاصله غشای سلول‌ها از هم در این نوع از سیناپس بسیار نزدیک تر از سیناپس شیمیایی است. در سیناپس الکتریکی سلول‌ها توسط کانال‌هایی به نام شکاف پیوندگاه با هم ارتباط برقرار می‌کنند. کانال‌های شکاف پیوندگاه دقیقاً هم راستای یکدیگر در غشای نورون پیش سیناپسی و پس سیناپسی می‌باشند و یک روزنه به قطر ۱٫۲ تا ۲ نانومتر تشکیل می‌دهند. این روزنه به اندازه کافی بزرگ است تا به یون‌ها و هم چنین بعضی مولکول‌های کوچک اجازه دهد تا از یک نورون وارد نورون دیگر شوند. به عبارت دیگر این روزنه بین محتوی سیتوپلاسم یک سلول با سلول دیگر ارتباط برقرار می‌کند؛ بنابراین هنگامی که اختلاف پتانسیل غشا و در نتیجه غلظت یون‌ها در سیتوپلاسم یکی از سلول‌ها تغییر می‌کند، سلول دیگر نیز با دریافت یون‌ها از طریق روزنه شکاف پیوندگاه فعال می‌شود. به عبارت دیگر سیناپس الکتریکی با اجازه دادن به جریان یونی به عبور از روزنه شکاف پیوندگاه از یک نورون به نورون دیگر عمل می‌کند.
منبع معمول این جریان، اختلاف پتانسیل تولید شده به صورت موضعی توسط پتانسیل کنش می‌باشد.
این آرایش دارای خواص قابل ملاحظه‌ای می‌باشد
1. عبور می‌تواند دو جهته باشد. یعنی بسته به اینکه کدام زوج کوپل شده در معرض پتانسیل کنش قرار گیرد، جریان می‌تواند در هر دو جهت از شکاف پیوندگاه عبور کند.
2. عبور می‌تواند به صورت غیرعادی سریع باشد. یعنی ارتباط می‌تواند بدون تأخیر (مشخصهٔ سیناپس شیمیایی) صورت پذیرد. این ویژگی در عملکرد اولین سیناپس الکتریکی کشف شده آشکار است که در سیستم عصبی ماهی کرایفیش دیده شده‌است.

سیگنال پس سیناپسی در زمانی حدود چند میلی ثانیه بعد از اعمال پتانسیل کنش به نورون پیش سیناپسی دیده می‌شود.
در حقیقت قسمتی از این زمان تأخیر سیناپسی مختصر، مربوط به حرکت پتانسیل کنش در نورون پیش سیناپسی است و در کل در نوع الکتریکی تأخیری نداریم. این سرعت بالا عامل فرار سریع ماهی کرایفیش از دست صیاد است. یعنی زمان بین اعمال تحریک و پاسخ کمینه است.

## سیناپس شیمیایی
فضای سیناپسی در سیناپس شیمیایی بزرگتر از سیناپس الکتریکی می‌باشد و گشودگی سیناپسی نامیده می‌شود. ویژگی بارز همهٔ سیناپس‌های شیمیایی حضور ارکانهای کوچک و محدود به غشا به نام کیسه‌های سیناپسی(وزیکول)داخل ترمینال پیش سیناپسی می‌باشد. این ارکانهای کروی با یک یا چند حامل عصبی پر شده‌اند. عبور در سیناپس شیمیایی بر اساس یک سری رویدادهای پیچیده که در شکل نشان داده شده‌است صورت می‌پذیرد.
پروسه با اعمال پتانسیل کنش به ترمینال نورون پیش سیناپسی شروع می‌شود. تغییر در پتانسیل غشا که در اثر رسیدن پتانسیل کنش صورت می‌گیرد، باعث بازشدن کانال‌های وابسته به ولتاژ کلسیم در غشای پیش سیناپسی می‌شود. بخاطر گرادیان غلظت زیاد پتاسیم، بازشدن کانال باعث بوجود آمدن شار جریان یون کلسیم به ترمینال پیش سیناپسی می‌شود و در نتیجه غلظت یون کلسیم سیتوپلاسم در ترمینال به مقدار بالایی می‌رسد. غلظت بالای یون کلسیم در پیش سیناپسی، به کیسه‌های سیناپسی اجازه آمیخته شدن با غشای پلاسمایی نورون پیش سیناپسی رامی‌دهد. آمیختگی وابسته به یون کلسیم کیسه‌های سیناپسی با غشای ترمینال باعث می‌شود محتویات آن‌ها (مثل حاملهای عصبی) به گشودگی سیناپسی آزاد شوند. سپس پیام رسان‌های عصبی در میان شکاف سیناپسی پخش می‌شوند به گیرنده‌های خاص در غشای نورون پس سیناپسی می‌چسبند و باعث می‌شوند کانال‌های حساس به لیگاند در غشای پس سیناپسی باز شود و شارش جریان عبوری پتانسیل غشای نورون پس سیناپسی را تغییر می‌دهد.